# Louis De Budt
Pour les articles homonymes, voir De Budt.
 (janvier 2019).
Si vous disposez d'ouvrages ou d'articles de référence ou si vous connaissez des sites web de qualité traitant du thème abordé ici, merci de compléter l'article en donnant les références utiles à sa vérifiabilité et en les liant à la section « Notes et références ».
Louis Jean De Budt, dit Louis Poire-Cuite, ou encore L'Ro de l' Comédie (le Roi de la comédie), né le 6 décembre 1849 à Gand et décédé à Lille le 23 janvier 1936, fut un célèbre montreur de marionnettes lillois.

## Biographie
En 1860, il est déjà présent à Lille, son père, Charles Armand de Budt (1827-1910) s'y étant installé rémouleur.
Il trouve alors un emploi dans une filature comme ramasseur de bobines. Sa mère, Thérèse Pétronille Coppejans (1818-1899), lui prépare tous les matins des tartines, sur lesquelles elle écrase des poires cuites... un jour, elle oublie les fruits et à la pause déjeuner, Louis se met à pleurer en mangeant son pain sec. La fileuse avec qui il travaille, dans son patois, lui demande alors :
- La fileuse : « Pourquo qu' te braies ? »
- Louis : « M' mamère, elle a roblié les poires cuites ! »
- La fileuse : « Tais-te, eh, Louis Poire-Cuite ! »
Voilà, il est rebaptisé...
Tout jeune, Louis sculpte et fabrique de petites marionnettes. Un jour, il assiste à un spectacle « Chez François » à Lille Saint Sauveur et là, il décide que lui aussi, un jour, il aura sa propre « Comédie ».
En 1869, tout en étant surveillant de filature, connu pour ses talents en dessin, il exerce tour à tour les métiers de tatoueur ou manipulateur et c'est à Lille Moulins qu'il débute, chez Duthois.
La guerre de 1870 éclate, fils de belge, c'est dans la Légion étrangère qu'il est affecté. Il sera blessé au Mans, fait prisonnier, puis libéré en 1871.
En 1872, il se marie avec Éléonore Brilleman (1853-1892) et ouvre son premier théâtre à Lille, 1 rue d'Avesnes.

## Répertoire
- Quatre fils Aymon

## Sources
- Andrée Leroux et Alain Guillemin, Al' comed́ie! : les marionnettes traditionnelles en Flandre française de langue picarde, Voix du Nord, 1997  (ISBN 290826093X et 9782908260939), OCLC 38402783)
- Musée de l'Hospice Comtesse, Héros de Fil et de bois,  (ISBN 9782376800132), INVENIT, 2017.